# Promachus plutonicus
Promachus plutonicus är en tvåvingeart som först beskrevs av Walker 1861.  Promachus plutonicus ingår i släktet Promachus och familjen rovflugor. Inga underarter finns listade i Catalogue of Life.